# Ясная Звезда
Ясная Звезда (тат. Якты Йолдыз) — деревня в Майданском сельском поселении Верхнеуслонского района Республики Татарстан Российской Федерации. По данным переписи 2020—2021 годов, численность населения составляла 18 человек.

## География
К деревне примыкает с южной стороны посёлок Теньковского лесничества.

## История
До 2015 года входила в состав соседнего Камско-Устьинского района. В конце 2014 года принято решение о переводе в состав Верхнеуслонского района

## Население
| 2021 |
| ---- |
| 18   |

## Инфраструктура
Личное подсобное хозяйство с зоной сельскохозяйственного использования, индивидуальная застройка усадебного типа.

## Транспорт
Деревня доступна автотранспортом. Автодорога Майдан — Ясная Звезда, по которой проходит разграничение земель Верхнеуслонского и Камско-Устьинского районов.